# Erateina regina
Erateina regina là một loài bướm đêm trong họ Geometridae.